# 2023년 루이스턴 총격 사건
2023년 10월 25일, 로버트 카드는 미국 메인주 루이스턴 (메인주)에서 총격사건을 일으켜 18명이 사망하고 13명이 부상을 입었다. 첫 번째 공격은 청소년 리그 행사 중 저스트 인 타임 레크리에이션(Just-in-Time Recreation) 볼링장에서 발생했으며 곧이어 스킴지스 바 & 그릴(Schemengees Bar & Grille) 레스토랑에서 두 번째 총격이 발생했다. 이 사건 이후 카드는 탈출했고, 앤드로스코긴군 보안관 사무실은 광범위한 수사를 시작하고 그를 용의자로 식별하는 사진을 공개했다.
49시간 후인 10월 27일, 당국은 카드가 최근 근무했던 리스본 (메인주)의 재활용 센터 근처 트랙터 트레일러에서 자해 총상으로 사망한 것을 발견했다. 카드의 뇌 조직을 조사한 결과 그는 8년 동안 수류탄 교관으로 근무하면서 반복적인 폭발에 노출되었을 때 외상성 뇌 손상을 입은 것으로 나타났다. 이번 총격 사건은 미국 역사상 10번째로 치명적인 사건이자 메인주 역사상 가장 치명적인 총격 사건이다.